# Saint-Jean-sur-Moivre
Saint-Jean-sur-Moivre és un municipi francès, situat al departament del Marne i a la regió del Gran Est. L'any 2007 tenia 200 habitants.

## Demografia

### Població
El 2007 la població de fet de Saint-Jean-sur-Moivre era de 200 persones. Hi havia 74 famílies, de les quals 14 eren unipersonals (14 homes vivint sols), 23 parelles sense fills, 32 parelles amb fills i 5 famílies monoparentals amb fills.
La població ha evolucionat segons el següent gràfic:
Habitants censats

### Habitatges
El 2007 hi havia 77 habitatges, 72 eren l'habitatge principal de la família, 3 eren segones residències i 2 estaven desocupats. 75 eren cases i 2 eren apartaments. Dels 72 habitatges principals, 64 estaven ocupats pels seus propietaris, 7 estaven llogats i ocupats pels llogaters i 1 estava cedit a títol gratuït; 1 tenia dues cambres, 5 en tenien tres, 10 en tenien quatre i 56 en tenien cinc o més. 55 habitatges disposaven pel capbaix d'una plaça de pàrquing. A 26 habitatges hi havia un automòbil i a 42 n'hi havia dos o més.

### Piràmide de població
La piràmide de població per edats i sexe el 2009 era:
| Homes | Edats   | Dones |
| ----- | ------- | ----- |
| 0     | 95 o +  | 0     |
| 0     | 90 a 94 | 4     |
| 0     | 85 a 89 | 4     |
| 0     | 80 a 84 | 0     |
| 0     | 75 a 79 | 0     |
| 0     | 70 a 74 | 0     |
| 4     | 65 a 69 | 0     |
| 4     | 60 a 64 | 0     |
| 8     | 55 a 59 | 12    |
| 0     | 50 a 54 | 0     |
| 0     | 45 a 49 | 0     |
| 4     | 40 a 44 | 0     |
| 24    | 35 a 39 | 20    |
| 0     | 30 a 34 | 4     |
| 0     | 25 a 29 | 0     |
| 0     | 20 a 24 | 0     |
| 4     | 15 a 19 | 8     |
| 0     | 10 a 14 | 4     |
| 4     | 5 a 9   | 12    |
| 0     | 0 a 4   | 12    |

## Economia
El 2007 la població en edat de treballar era de 133 persones, 93 eren actives i 40 eren inactives. De les 93 persones actives 88 estaven ocupades (47 homes i 41 dones) i 5 estaven aturades (3 homes i 2 dones). De les 40 persones inactives 13 estaven jubilades, 18 estaven estudiant i 9 estaven classificades com a «altres inactius».

### Ingressos
El 2009 a Saint-Jean-sur-Moivre hi havia 69 unitats fiscals que integraven 212 persones, la mediana anual d'ingressos fiscals per persona era de 20.213 €.

### Activitats econòmiques
Dels 3 establiments que hi havia el 2007, 1 era d'una empresa extractiva i 2 d'empreses de construcció.
L'únic servei als particulars que hi havia el 2009 era una fusteria.
L'any 2000 a Saint-Jean-sur-Moivre hi havia 10 explotacions agrícoles.

## Poblacions més properes
El següent diagrama mostra les poblacions més properes.